# Torneo Apertura 2013 de la Liga de Concepción del Uruguay
El Torneo Apertura 2013 es el certamen organizado por la Liga de Fútbol de Concepción del Uruguay, donde compiten 14 clubes de Concepción del Uruguay y su zona.

## Clubes participantes
| Equipo                | Ciudad                 |
| --------------------- | ---------------------- |
| San José              | Concepción del Uruguay |
| Almagro               | Concepción del Uruguay |
| Gimnasia              | Concepción del Uruguay |
| Engranaje             | Concepción del Uruguay |
| Don Bosco             | Concepción del Uruguay |
| Sporting Concepción   | Concepción del Uruguay |
| Lanús                 | Concepción del Uruguay |
| María Auxiliadora     | Concepción del Uruguay |
| Parque Sur            | Concepción del Uruguay |
| Rivadavia             | Concepción del Uruguay |
| Atlético Uruguay      | Concepción del Uruguay |
| Agrario Rocamora      | Colonia Los Ceibos     |
| Atlético Colonia Elía | Colonia Elía           |
| Almafuerte            | Concepción del Uruguay |

## Tabla de posiciones
| Pos | Equipo                | Pts | PJ | G | E | P | GF | GC | DIF |
| --- | --------------------- | --- | -- | - | - | - | -- | -- | --- |
| 1º  | Almagro               | 12  | 5  | 4 | 0 | 1 | 16 | 4  | 12  |
| 2º  | Atlético Uruguay      | 11  | 5  | 3 | 2 | 0 | 15 | 8  | 7   |
| 3º  | Engranaje             | 10  | 5  | 3 | 1 | 1 | 13 | 6  | 7   |
| 4º  | Gimnasia              | 10  | 5  | 3 | 1 | 1 | 12 | 5  | 7   |
| 5º  | Sporting Concepción   | 10  | 5  | 3 | 1 | 1 | 15 | 8  | 7   |
| 6º  | María Auxiliadora     | 9   | 5  | 2 | 3 | 0 | 6  | 4  | 2   |
| 7º  | Agrario Rocamora      | 7   | 5  | 2 | 1 | 2 | 5  | 4  | 1   |
| 8º  | Almafuerte            | 7   | 5  | 2 | 1 | 2 | 7  | 9  | -2  |
| 9º  | San José              | 6   | 5  | 2 | 0 | 3 | 10 | 10 | 0   |
| 10º | Rivadavia             | 6   | 5  | 2 | 0 | 3 | 9  | 11 | -2  |
| 11º | Parque Sur            | 5   | 5  | 1 | 2 | 2 | 8  | 11 | -3  |
| 12º | Don Bosco             | 3   | 5  | 1 | 0 | 4 | 3  | 23 | -20 |
| 13º | Atlético Colonia Elia | 2   | 5  | 0 | 2 | 0 | 5  | 19 | -4  |
| 14º | Lanús                 | 0   | 5  | 0 | 0 | 3 | 16 | 18 | -12 |

## Resultados
| Fecha 1               | Fecha 1   | Fecha 1          |
| Equipo Local          | Resultado | Equipo Visitante |
| --------------------- | --------- | ---------------- |
| Rivadavia             | 2 - 0     | Almagro          |
| María Auxiliadora     | 1 - 1     | Atlético Uruguay |
| Parque Sur            | 2 - 2     | Almafuerte       |
| Engranaje             | 2 - 1     | Agrario Rocamora |
| San José              | 5 - 0     | Don Bosco        |
| Atlético Colonia Elía | 1 - 3     | Gimnasia         |
| Sporting Concepción   | 5 - 1     | Lanús            |

| Fecha 2          | Fecha 2   | Fecha 2               |
| Equipo Local     | Resultado | Equipo Visitante      |
| ---------------- | --------- | --------------------- |
| Gimnasia         | 1 - 1     | Sporting Concepción   |
| Lanús            | 3 - 4     | Rivadavia             |
| Parque Sur       | 3 - 2     | San José              |
| Almafuerte       | 2 - 1     | Engranaje             |
| Atlético Uruguay | 2 - 2     | Atlético Colonia Elía |
| Almagro          | 8 - 1     | Don Bosco             |
| Agrario Rocamora | 1 - 1     | María Auxiliadora     |

| Fecha 3               | Fecha 3   | Fecha 3          |
| Equipo Local          | Resultado | Equipo Visitante |
| --------------------- | --------- | ---------------- |
| Maria Auxiliadora     | 1 - 0     | Almafuerte       |
| Rivadavia             | 1 - 3     | Gimnasia         |
| Engranaje             | 4 - 1     | Parque Sur       |
| Atlético Colonia Elía | 0 - 1     | Agrario Rocamora |
| San José              | 0 - 2     | Almagro          |
| Don Bosco             | 2 - 1     | Lanús            |
| Sporting Concepción   | 3 - 4     | Atlético Uruguay |

| Fecha 4          | Fecha 4   | Fecha 4               |
| Equipo Local     | Resultado | Equipo Visitante      |
| ---------------- | --------- | --------------------- |
| Gimnasia         | 4 - 0     | Don Bosco             |
| Atlético Uruguay | 3 - 2     | Rivadavia             |
| Engranaje        | 4 - 0     | San José              |
| Lanús            | 0 - 4     | Almagro               |
| Parque Sur       | 0 - 1     | María Auxiliadora     |
| Almafuerte       | 1 - 0     | Atlético Colonia Elía |
| Agrario Rocamora | 0 - 1     | Sporting Concepción   |

| Fecha 5               | Fecha 5   | Fecha 5          |
| Equipo Local          | Resultado | Equipo Visitante |
| --------------------- | --------- | ---------------- |
| Almagro               | 2 - 1     | Gimnasia         |
| María Auxiliadora     | 2 - 2     | Engranaje        |
| Atlético Colonia Elía | 2 - 2     | Parque Sur       |
| Rivadavia             | 0 - 2     | Agrario Rocamora |
| San José              | 3 - 1     | Lanús            |
| Don Bosco             | 0 - 5     | Atlético Uruguay |
| Sporting Concepción   | 5 - 2     | Almafuerte       |

| Fecha 6           | Fecha 6   | Fecha 6               |
| Equipo Local      | Resultado | Equipo Visitante      |
| ----------------- | --------- | --------------------- |
| María Auxiliadora | -         | San José              |
| Engranaje         | -         | Atlético Colonia Elía |
| Parque Sur        | -         | Sporting Concepción   |
| Almafuerte        | -         | Rivadavia             |
| Agrario Rocamora  | -         | Don Bosco             |
| Atlético Uruguay  | -         | Almagro               |
| Gimnasia          | -         | Lanús                 |

| Fecha 7               | Fecha 7   | Fecha 7           |
| Equipo Local          | Resultado | Equipo Visitante  |
| --------------------- | --------- | ----------------- |
| San José              | -         | Gimnasia          |
| Lanús                 | -         | Atlético Uruguay  |
| Almagro               | -         | Agrario Rocamora  |
| Don Bosco             | -         | Almafuerte        |
| Rivadavia             | -         | Parque Sur        |
| Sporting Concepción   | -         | Engranaje         |
| Atlético Colonia Elía | -         | María Auxiliadora |

| Fecha 8               | Fecha 8   | Fecha 8             |
| Equipo Local          | Resultado | Equipo Visitante    |
| --------------------- | --------- | ------------------- |
| Atlético Colonia Elía | -         | San José            |
| María Auxiliadora     | -         | Sporting Concepción |
| Engranaje             | -         | Rivadavia           |
| Parque Sur            | -         | Don Bosco           |
| Almafuerte            | -         | Almagro             |
| Agrario Rocamora      | -         | Lanús               |
| Atlético Uruguay      | -         | Gimnasia            |

| Fecha 9             | Fecha 9   | Fecha 9               |
| Equipo Local        | Resultado | Equipo Visitante      |
| ------------------- | --------- | --------------------- |
| San José            | -         | Atlético Uruguay      |
| Gimnasia            | -         | Agrario Rocamora      |
| Lanús               | -         | Almafuerte            |
| Almagro             | -         | Parque Sur            |
| Don Bosco           | -         | Engranaje             |
| Rivadavia           | -         | María Auxiliadora     |
| Sporting Concepción | -         | Atlético Colonia Elía |

| Fecha 10              | Fecha 10  | Fecha 10         |
| Equipo Local          | Resultado | Equipo Visitante |
| --------------------- | --------- | ---------------- |
| Sporting Concepción   | -         | San José         |
| Atlético Colonia Elía | -         | Rivadavia        |
| María Auxiliadora     | -         | Don Bosco        |
| Engranaje             | -         | Almagro          |
| Parque Sur            | -         | Lanús            |
| Almafuerte            | -         | Gimnasia         |
| Agrario Rocamora      | -         | Atlético Uruguay |

| Fecha 11         | Fecha 11  | Fecha 11              |
| Equipo Local     | Resultado | Equipo Visitante      |
| ---------------- | --------- | --------------------- |
| San José         | -         | Agrario Rocamora      |
| Atlético Uruguay | -         | Almafuerte            |
| Gimnasia         | -         | Parque Sur            |
| Lanús            | -         | Engranaje             |
| Almagro          | -         | María Auxiliadora     |
| Don Bosco        | -         | Atlético Colonia Elía |
| Rivadavia        | -         | Sporting Concepción   |

| Fecha 12              | Fecha 12  | Fecha 12         |
| Equipo Local          | Resultado | Equipo Visitante |
| --------------------- | --------- | ---------------- |
| Rivadavia             | -         | San José         |
| Sporting Concepción   | -         | Don Bosco        |
| Atlético Colonia Elía | -         | Almagro          |
| María Auxiliadora     | -         | Lanús            |
| Engranaje             | -         | Gimnasia         |
| Parque Sur            | -         | Atlético Uruguay |
| Almafuerte            | -         | Agrario Rocamora |